# Paróquia de Fráguas
A paróquia de Santo António de Fráguas é uma paróquia da vigararia de Rio Maior, diocese de Santarém. Ela abrange as freguesias de Fráguas e São Sebastião e conta com 2 igrejas e uma capela:
- Igreja de Fráguas (Igreja Paroquial) - Padroeiro: Santo António
- Igreja de São Sebastião (Igreja Não-Paroquial) - Padroeiro: São Sebastião
- Capela de Carvalhais - Padroeiro: São Gregório